# İğdeli, Sinanpaşa
İğdeli là một xã thuộc huyện Sinanpaşa, tỉnh Afyonkarahisar, Thổ Nhĩ Kỳ. Dân số thời điểm năm 2011 là 107 người.